# ستيفن جاكوبس (ممثل)
ستيفن جاكوبس (بالإنجليزية: Steven Jacobs) هو موزع ومؤدي وممثل أسترالي، ولد في 8 يناير 1967 في أستراليا.

## وصلات خارجية
- ستيفن جاكوبس على موقع IMDb (الإنجليزية)
- ستيفن جاكوبس على موقع قاعدة بيانات الفيلم (الإنجليزية)